# Limnohelina uniformis
Limnohelina uniformis är en tvåvingeart som beskrevs av Malloch 1930. Limnohelina uniformis ingår i släktet Limnohelina och familjen husflugor. Inga underarter finns listade i Catalogue of Life.